# Jardín Botánico de Zonas Áridas de México
El Jardín Botánico de Zonas Áridas de México es un jardín botánico de unas 2 hectáreas de extensión, es un banco de germoplasma viviente dedicado al estudio y la preservación de las plantas de las zonas áridas mexicanas. Depende de la Universidad Autónoma Chapingo, en Bermejillo México.

## Localización
El Jardín Botánico de Zonas Áridas de México se encuentra en la Unidad Regional Universitaria de Zonas Áridas de la Universidad Autónoma Chapingo, en Bermejillo Durango, localizado en el km. 38.5 de la carretera Gómez Palacio a Ciudad Juárez, Chihuahua.
- Código Postal 35230
- Teléfonos 01(872)7760160, 7760190
- Fax: (01872)7760043

## Historia
La Universidad Autónoma Chapingo tiene sus orígenes en la Escuela Nacional de Agricultura (ENA), que fue fundada el 22 de febrero de 1854. 
En 1978 se transforma de escuela a Universidad, con la formulación del Estatuto de la Universidad Autónoma Chapingo. En este año, inicia sus actividades con los siguientes departamentos: Preparatoria Agrícola, Bosques, Economía Agrícola, Fitotecnia, Industrias Agrícolas, Irrigación, Parasitología Agrícola, Sociología Rural, Suelos, Zonas Áridas y Zootecnia.
En años sucesivos se fue consolidando la creación de Unidades regionales de distintas zonas bioclimáticas por todo el país, entre ellas la Unidad Regional Universitaria de Zonas Áridas de la Universidad Autónoma Chapingo de Bermejillo, Durango. 

## Colecciones
Entre las colecciones de plantas que se exhiben son de destacar las que corresponden a las siguientes familias:
- Agavaceae
- Buxaceae
- Cactaceae
- Chenopodiaceae
- Euphorbiaceae
- Fabaceae
- Fouqueriaceae
- Poaceae
- Zygophyllaceae